# Конституционный суд Люксембурга
Конституцио́нный су́д Люксембу́рга (люкс. Verfassungsgericht des Groussherzogtum Lëtzebuerg, фр. Cour constitutionnelle du Grand-Duché de Luxembourg, нем. Verfassungsgericht des Großherzogtum Luxemburg) — осуществляет конституционное правосудие в Великом Герцогстве Люксембург.

## Состав
Конституционный суд состоит из:
- Председателя Верховного суда,
- Председателя Административного суда,
- Двух советников Кассационного суда и пяти судей  любых других судов, назначаемых Великим Герцогом с учетом мнения Верховного суда и Административного суда.

Судьи осуществляют свои полномочия в течение 9 лет без права повторного переназначения. При этом они совмещают членство в Конституционном суде с прежней деятельностью в качестве судьи в тех судах, где работали раньше.
Председатель и  Вице-председатель Конституционного суда назначаются самостоятельно Великим Герцогом.
Конституционный суд полномочен рассматривать дела в составе не менее пяти судей.

## Компетенция и процедура
Конституционный суд рассматривает только дела, касающиеся решения вопроса о соответствие закона конституции, если этот вопрос возникает при рассмотрении конкретного дела в суде или административном органе.
Рассматривающий основное дело суд или административный орган по ходатайству той стороны, которая считает, что положения применяемого закона являются неконституционными, обязан передать рассмотрение данного вопроса в Конституционный суд, кроме случаев, когда он считает, что ходатайство является необоснованным или Конституционный суд ранее уже рассматривал подобный вопрос. Также суд по своей инициативе может предать спорный вопрос на рассмотрение в Конституционный суд.
Конституционный суд не рассматривает дела связанные с соответствием законов международным договорам и соглашениям. Такие дела направляются в Европейский суд по правам человека.